# Tavlor på en utställning
Tavlor på en utställning är en berömd pianosvit av den ryske tonsättaren Modest Musorgskij. Verket skrevs 1874 som en pianosvit i tio delar och utgör en "musikalisk illustration" till tio olika tavlor i en utställning. Stycket är ett bra exempel på romantisk programmusik.
Sviten är krävande att spela, och spelas därför ofta av virtuoser som ett demonstrationsstycke, men den har också blivit känd genom en rad olika arrangemang för orkester och annan användning av verket.
Tavlor på en utställning är inspirerad av en utställning av Musorgskijs vän, konstnären och arkitekten Viktor Hartmann, och tar lyssnaren genom utställningen, tavla för tavla, där sex av tavlorna har identifierats. Mellan varje tavla finns en kort musikalisk "promenad", ett kort återkommande mellanspel vars strofer lätt känns igen och är karakteristiska för verket.
Hartmann hade dött året innan verket skrevs, endast 39 år gammal, och hans död gjorde ett djupt intryck på Musorgskij och andra i hans omgivning. De tog därför initiativ till att göra en utställning med mer än 400 av Hartmanns tavlor på Ryska konstakademien i S:t Petersburg i februari och mars 1874. Musorgskij bidrog också med bilder han hade i sin egen privata samling och besökte utställningen. Detta gjorde honom så inspirerad att han därefter skrev denna svit under en period av sex veckor.
Det var inte förrän 1886, fem år efter Musorgskij död, som verket publicerades. Detta hände efter en mindre omarbetning som gjordes av Musorgskijs nära vän Nikolaj Rimskij-Korsakov.
Senare blev verket också känt genom Maurice Ravels orkestrering 1922.
Den engelska progressiva rockgruppen Emerson, Lake & Palmer släppte sin egen version av verket 1971, med inslag av jazz och progressiv rock.

## Galleri
De bevarade tavlor av Hartmann som  Musorgskij utgått från när han skrev sin svit, är följande:

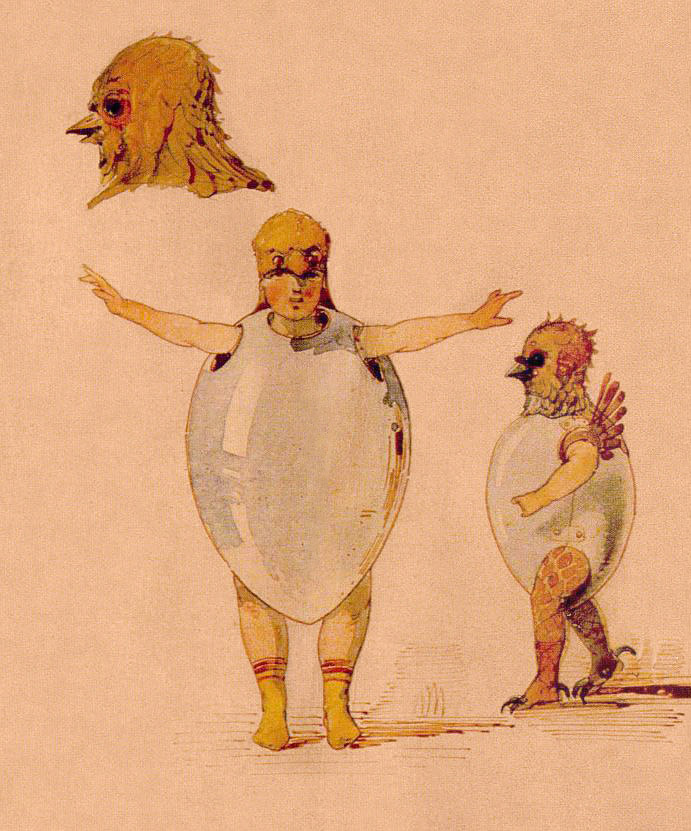
Nr 5 Skisser av teaterkostymer till baletten Trilby
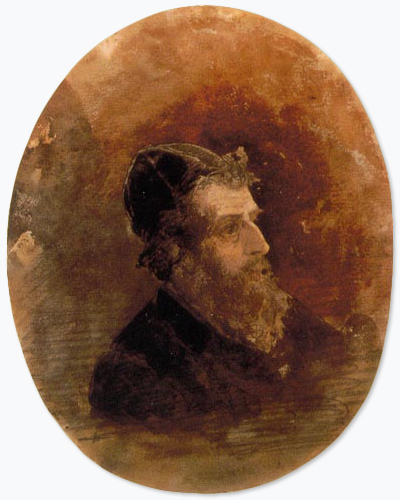
Nr 6a Rik jude
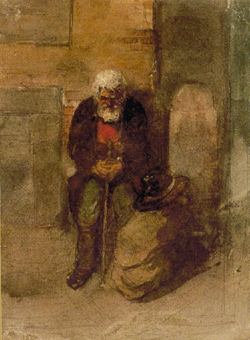
Nr 6b Fattig jude
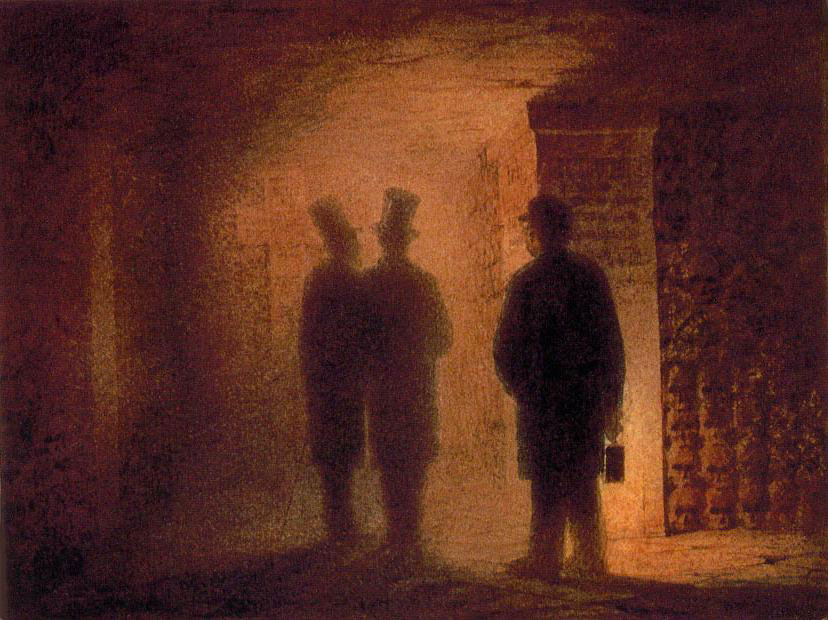
Nr 8 Paris katakomber
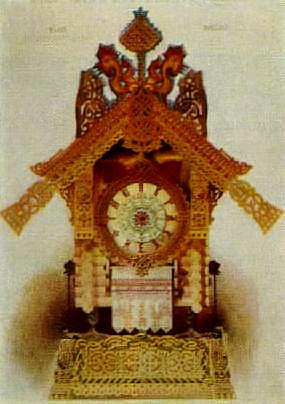
Nr 9 Baba-Jagas hydda på kycklingben; klocka i rysk stil
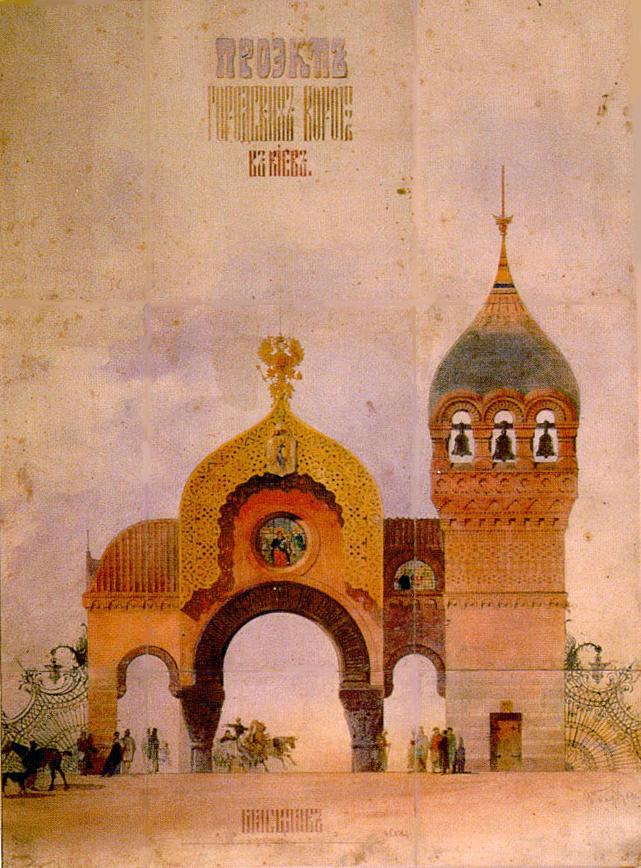
Nr 10 Skiss till en port i Kiev

## Musiken
- Nr 1, "Gnomen", visar en liten gnom gjord som en dekoration för att hänga i julgranen, enligt rysk julsed.
- Nr 2, "Det gamla slottet", visar ett gammalt medeltida slott. En trubadur sjunger framför slottet. Det är en stilla ganska sorglig sång, I Ravels orkesterversion spelas melodin av en altsax.
- Nr 3, "Tuilerierna", visar barn som leker i Tuilerieträdgården i Paris. Tonerna påminner om barn som sjunger.
- Nr 4, "Bydło", beskriver en polsk oxdragen vagn med stora trähjul. I Ravels version spelas den på en tuba.
- Nr 5, "De okläckta kycklingarnas balett", beskriver små kycklingar som fortfarande är kvar i sina ägg. Bilden kommer från en balett som gjordes 1870.
- Nr 6, "Samuel Goldenberg och Schmuyle", beskriver "två judar, en rik och en fattig".
- Nr 7. "Marknaden i Limoges", beskriver franska kvinnor som grälar på en marknad i Limoges.
- Nr 8, "Katakomberna", beskriver de mörka katakomberna i Paris. Promenadtemat hörs i en spöklik form.
- Nr 9, "Huset på kycklingben", handlar om en bild där Hartmann ritat en klocka i form av häxan Baba-Jagas hus på kycklingben.
- Nr 10, "Stora porten i Kiev", inspirerades av Hartmanns skiss till en jättelik port i Kiev som skulle byggas till minne av hur tsaren hade undgått ett mordförsök den 4 april 1866. Designen belönades med ett pris, men porten uppfördes aldrig.